# 層狀雙氫氧化合物
層狀雙氫氧化合物（Layered double hydroxides, LDH），俗稱水滑石（hydrotalcite），是指某一類特殊的層狀物質，這種層狀材料是由數層帶正電荷的層與存在其中間平衡電荷的陰離子組成，中間的陰離子和層與層間作用力弱，且通常是可以被交換的。這種情況在固體化學中比較少見，許多材料是陽離子被夾在帶負電荷的層與層間。 層狀雙氫氧化合物的其中一個例子便是矽酸鹽類黏土礦如蒙脫石。而人們對層狀雙氫氧化合物較感興趣的是其層間嵌入的性質。
層狀雙氫氧化合物通常可以用下列化學通式來表達：[Mz+1-xM3+x (OH)2]q+(Xn−)q/n·yH2O。
M 代表金屬陽離子，一般而言，z = 2， 而 M2+ = Ca2+、Mg2+、Mn2+、Fe2+、Co2+、Ni2+、Cu2+ 或 Zn2+等二價金屬陽離子； 因此可知 q = x 。 已知的幾種固定組成其 x 值落在 0.2 到 0.33間。然而隨著組成不同 x 值也會有所變動，亦存在著 x > 0.5的組成例子。
也有 z = 1的情況存在，也就是當 M+ = Li+ 而 M3+ = Al3+的時候。 在這種情況下，q = 2x - 1。像這類的特殊例子則可由以下化學通式表達：[LiAl2(OH)6]X∙yH2O (LiAl2-X))。 X 代表通用的陰離子而 y 值通常落在 0.5 – 4之間。
而層狀雙氫氧化合物層間的陰離子 X 則有許多種類，如 Cl−、Br−、NO3−、CO32−、SO42− 和 SeO42− 等。

## 應用
一般而言，座落在層間的陰離子可輕易的被替換。而陰離子的種類從無機的（如碳酸根）到有機的（如苯甲酸根、琥珀酸根），甚至是複雜的生物分子如DNA都能與正電荷夾層有相互作用。如此的特性促使了許多關於層狀雙氫氧化合物層間嵌入的應用研究。藥物分子如布洛芬就可以被嵌入，而其對應的層狀雙氫氧化合物對於可控制的藥物釋放方面具有應用潛力，因為若能控制釋放劑量便可降低治療期間的服藥次數。更進一步還能利用農藥可被嵌入的特點，以期用層狀雙氫氧化合物來移除受汙染水中的農藥，降低優養化的可能性。
層狀雙氫氧化合物在嵌入方面具有形狀選擇性質。舉例來說，將 LiAl2-Cl 的層狀雙氫氧化合物與50:50比例混合的 對位及鄰位之苯二甲酸類衍生物反應，結果會得到對位異構物嵌入的層狀雙氫氧化合物。這種選擇性對於分離異構物可能也有應用性。

## 引用
1. ↑  Evans, David G.; Slade, Robert C. T. "Structural aspects of layered double hydroxides" Structure and Bonding  2006, vol. 119, 1-87.
2. ↑  Khan, Aamir I.; O'Hare, Dermot "Intercalation chemistry of layered double hydroxides: recent developments and applications" Journal of Materials Chemistry (2002), 12(11), 3191-3198. doi: 10.1039/b204076j